# AUO Corporation
AUO Corporation — тайваньская компания, производитель плоскопанельных дисплеев, включая телевизоры, компьютерные мониторы, дисплеи для ноутбуков, планшетов, мобильных телефонов и автомобилей, а также промышленные и рекламные дисплеи.

## История
Unipac Optoelectronics была основана в 1990 году как дочерняя компания United Microelectronics Corporation по производству ЖК-дисплеев. Массовое производство 4-дюймовых дисплеев началось в 1994 году на заводе в Научном парке Синьчжу. В августе 1996 года Acer также основала дочернюю компанию по производству дисплеев под названием Acer Display Technology. В конце 1990-х годов и Unipac, и Acer Display освоили производство более крупных дисплеев благодаря приобретению лицензий у Matsushita  и IBM соответственно. В 2000 году обе компании провели первичное размещение акций на Тайваньской фондовой бирже.
В 2001 году произошло слияние Acer Display с Unipac Optoelectronics, объединённая компания получила название AU Optronics Corporation (AUO). В 2002 году акции были размещены на Нью-Йоркской фондовой бирже. В июле 2002 года в Сучжоу начал работу первый завод компании в материковом Китае. Также в 2002 году компания создала первый в мире дисплей на органических светодиодах (OLED). В августе 2003 года компания начала производство первого в мире ЖК- телевизора с диагональю 30 дюймов.
В октябре 2006 года была поглощена компания Quanta Display Inc. В сентябре 2007 года был открыт завод в Сямыне (КНР). В июле 2010 года была куплена компания AFPD Pte., Ltd., сингапурский филиал Toshiba по производству дисплеев для мобильных телефонов. В 2010 году 5 производителей ЖК-дисплеев, включая AUO, были оштрафованы Еврокомиссией в сумме на 649 млн евро за создание картельного сговора. В 2012 году AUO по тому же обвинению была оштрафована в США на 500 млн долларов, двое членов ее руководства получили по три года тюремного заключения.
В 2011 году был открыт завод в Словакии. В ноябре 2016 года началось производство на заводе в Куньшане (КНР). В октябре 2019 года акции (ADR) были переведены с Нью-Йоркской фондовой биржи на внебиржевой рынок OTC. В июне 2022 года название AU Optronics Corp. было изменено на AUO Corporation. В 2022 году занимала 1139-е место в списке крупнейших публичных компаний мира Forbes Global 2000.

## Деятельность
Основной продукцией компании являются жидкокристаллические дисплеи, также AUO осваивает производство дисплеев на органических светодиодах. Другой категорией продукции являются солнечные панели, на них приходится около 9 % выручки.
На рынке плоскопанельных дисплеев компания в 2022 году занимала 4-е место с долей 10 % (уступая BOE Technology, InnoLux Corporation и LG Display). В категории дисплеев с разрешением 8K занимала второе место после китайской HKC Corporation, также второе место занимала в категории автомобильных панелей (после BOE Technology) и третье на рынке компьютерных мониторов (доля 14 %, после BOE Technology и LG Display).
Выручка компании за 2022 год составила 247 млрд новых тайваньских долларов (8,04 млрд долларов США), её распределение по странам: КНР — 33 %, Тайвань — 31 %, США — 11 %, Сингапур — 8 %, Япония — 6 %, другие регионы — 12 %. Крупнейшими клиентами компании являются HP Inc. и Samsung.